# Canada Bay City
Koordinaten: 33° 51′ S, 151° 9′ O

Canada Bay City ist ein lokales Verwaltungsgebiet (LGA) im australischen Bundesstaat New South Wales. Canada Bay gehört zur Metropole Sydney, der Hauptstadt von New South Wales. Das Gebiet ist 19,9 km² groß und hat etwa 89.000 Einwohner.
Canada Bay liegt etwa 5 bis 12 km westlich des Stadtzentrums von Sydney südlich von Port Jackson. Das Gebiet beinhaltet 18 Stadtteile: Abbotsford, Breakfast Point, Cabarita, Canada Bay, Chiswick, Concord, Concord West, Five Dock, Liberty Grove, Mortlake, Rhodes, Rodd Point, Russell Lea, North Strathfield, Wareemba und Teile von Drummoyne, Strathfield und Sydney Olympic Park. Der Verwaltungssitz des Councils befindet sich im Stadtteil Drummoyne am Ostende der LGA.

## Verwaltung
Der City of Canada Bay Council hat neun Mitglieder, acht Councillor und ein Vorsitzender und Mayor (Bürgermeister), die von den Bewohnern der LGA gewählt werden. Canada Bay ist nicht in Bezirke untergliedert.